# 宇部フロンティア大学の人物一覧
宇部フロンティア大学の人物一覧（うべふろんてぃあだいがくのじんぶついちらん）は、宇部フロンティア大学に関係する人物の一覧記事。

## 歴代学長
| 代 | 学長     | 就任年月  |
| -- | -------- | --------- |
| 初 | 武下浩   | 2002年4月 |
| 2  | 山田通夫 | 2006年4月 |
| 3  | 西村洋子 | 2010年4月 |
| 4  | 相原次男 | 2014年4月 |
| 5  | 長坂祐二 | 2018年4月 |

## OB・OG
- 鎌田友里（フリーアナウンサー）